# Buizingen
Buizingen este o localitate din comuna Halle în Flandra, Belgia. Până în 1977 Buizingen era o comună separată, după această dată fiind înglobată in comuna Halle teritoriul fiind organizat ca o secțiune a acesteia. Se află la 15 kilometri sud-vest de centrul capitalei Bruxelles.
Coliziunea trenurilor din 2010 din apropierea localității a dus la moartea a cel puțin 18 persoane.
1. ↑  GeoNames, accesat în 9 iulie 2017